# Ramón de Perellós

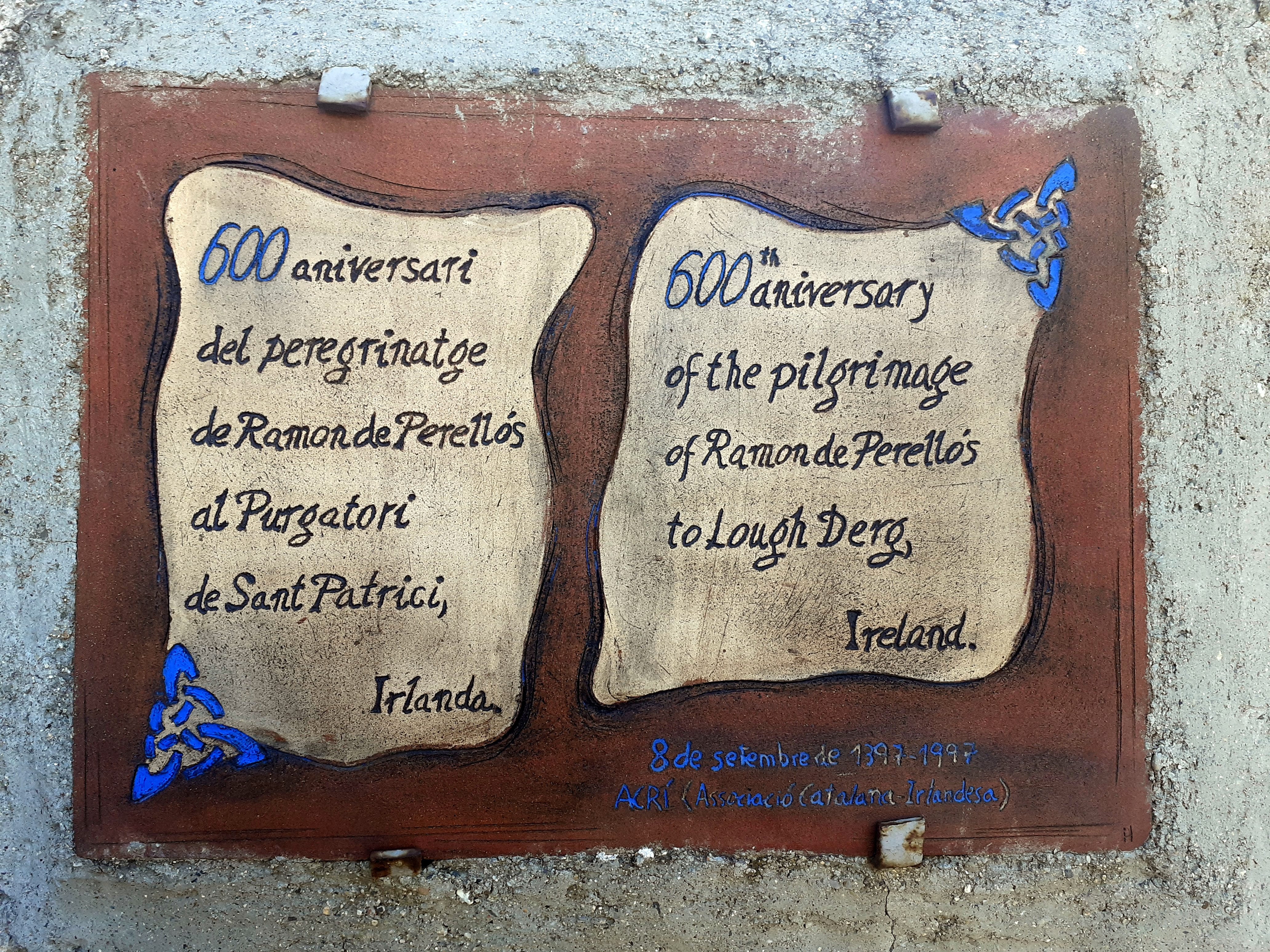
Placa conmemorativa de la peregrinación de Ramon de Perellós en el purgatorio, en la pared de la iglesia de Sant Miquel de Perellós

Ramón de Perellós (años 1350 - con posterioridad a 1424) fue el primer vizconde de Perellós y segundo vizconde de Roda. Diplomático catalán al servicio de los reyes de Aragón, Francia y el papa Clemente VII (papa) y Benedicto XIII. Su fama, sin embargo, responde a ser el autor del Viaje al Purgatorio de San Patricio, en el que entremezcla datos reales de su visita a Irlanda con la obra "Tractatus de Purgatorio Sancti Patricii", de Henry de Saltrey. La obra, inicialmente escrita en catalán y traducida rápidamente al francés, fue esencial en la configuración bajo medieval de la iconografía del purgatorio.

## Reseña biográfica
Hijo de Francisco de Perellós, importante prohombre de la corte de Pedro IV y camarlengo y almirante de Carlos V de Francia, Ramón de Perellós se crio en la corte de Carlos V, pasando en 1380, al servicio del infante Juan. Desempeñó un activísimo papel en la política de su tiempo ejerciendo de diplomático al servicio de la Corona aragonesa ante el rey de Francia y los papas de Aviñón. A la muerte de Juan I de Aragón, en 1396, y ante las acusaciones de estar implicado en la muerte del rey, fue encarcelado y posteriormente absuelto, consolidándose como hombre fuerte al servicio de la reina regente, María de Luna, y con un papel capital en desarticular la amenaza de invasión que se cernía sobre Cataluña por parte del conde de Foix, la casa de Armañac y los reyes de Mallorca.
El 7 de septiembre de 1397, y tras una vida plagada de aventuras, el vizconde inicia su sorprendente viaje desde Aviñón: cruzar Europa y peregrinar a la cueva de San Patricio en el Lago Derg (Shannon), donde la tradición irlandesa ubicaba el acceso al purgatorio de San Patricio de Irlanda. El viaje es estrictamente histórico, y Perellós abunda en importantes detalles sobre la corte de Inglaterra y de la del rey Niall de Irlanda. El insólito objetivo de la peregrinación es sin embargo otro, descender a la sima, encontrar al rey Juan en el purgatorio y terminar así con los rumores que apuntaban a la muerte por asesinato del rey. En la mentalidad de la época, se culpaba a los cortesanos del rey no tanto de su fallecimiento, en un lance de caza, como de no concederle los sacramentos y condenar su alma. Encontrando al rey en el purgatorio, Perellós aportaba un sólido argumento sobre su inocencia. Paralelamente, y tal como recoge Martín de Riquer en diversos trabajos, la estancia en el purgatorio era una aventura caballeresca de primer orden.

## Viaje al purgatorio de San Patricio
El Tractatus de Saltrey (siglo XII) es una de las primeras referencias al purgatorio como tal en la cultura católica. Narra las aventuras del caballero Owein en su descenso a la cueva de San Patricio y describe las penas y tormentos a que los demonios someten a las almas allí condenadas, así como los gozos de quienes aliviados de las penas esperan en el Edén el advenimiento del juicio final. Perellós toma como núcleo esta obra y la mezcla con anécdotas y observaciones de su viaje a Irlanda. El éxito de la obra contribuyó notablemente a la consolidación del purgatorio en el imaginario popular europeo.